# Alphonse de Châteaubriant
Alphonse de Chateaubriant (født 25. marts 1877 i Rennes, død 2. maj 1951 i Kitzbühel) var en fransk forfatter, der i 1911 fik Goncourtprisen for romanen Monsieur des Lourdines.